# 그레그 리카트
그레그 리카트(Greg Rikaart, 1977년 2월 26일 ~ )는 미국의 배우이다.

## 출연 작품
- 시즈 (2009)
- 도슨의 청춘일기 (1998)
- 더 영 앤 더 레스트리스 (1973)